# أندري فيليمونوف
أندري فيليمونوف هو لاعب كرة قدم روسي في مركز الوسط، ولد في 19 يناير 1985 في موسكو في روسيا. لعب مع توربيدو موسكو وسبارتاك فلاديقوقاز.